# Франклин (округ, Айова)
Фра́нклин (англ. Franklin County) — округ в США, штате Айова. На 2000 год численность населения составляла 10 704 человек. По оценке бюро переписи населения США в 2009 году население округа составляло 10 540 человек. Окружным центром является город Хамптон.

## История
Округ Франклин был сформирован 15 января 1851 года.

## География
Согласно данным Бюро переписи населения США площадь округа Франклин составляет 1508 км².

### Основные шоссе
- Федеральная автострада 35
- Шоссе 65
- Автострада 3
- Автострада 57

### Соседние округа
- Серро-Гордо  (север)
- Батлер  (восток)
- Хардин  (юг)
- Райт  (запад)

### Климат
Согласно данным представленным Национальной метеорологической службой США в округе Франклин преимущественно влажный континентальный климат с жарким летом, сокращённо обозначаемый на климатических картах, согласно классификации климатов Кёппена, аббревиатурой «DFA».

## Демография
По данным переписи населения 2000 года в округе проживало 10 704 жителей. Среди них 24,0 % составляли дети до 18 лет, 19,0 % люди возрастом более 65 лет. 49,0 % населения составляли женщины.
Национальный состав был следующим: 97,7 % белых, 0,3 % афроамериканцев, 0,3 % представителей коренных народов, 1,3 % азиатов, 14,1 % латиноамериканцев. 0,4 % населения являлись представителями двух или более рас.
Средний доход на душу населения в округе составлял $18767. 10,3 % населения имело доход ниже прожиточного минимума. Средний доход на домохозяйство составлял $47270.
Также 84,0 % взрослого населения имело законченное среднее образование, а 14,5 % имело высшее образование.